# Benifallet
Benifallet – gmina w Hiszpanii, w prowincji Tarragona, w Katalonii, o powierzchni 62,2 km². W 2011 roku gmina liczyła 771 mieszkańców.